# Ny Kirke
Ny Kirke (Nowy Kościół) – rotunda we wsi Nyker na wyspie Bornholm.
Budowla powstała w XII lub XIII w. i jest najmłodszą z bornholmskich rotund. Składa się z apsydy, prezbiterium, nawy i kruchty. Ta ostatnia jest młodsza od pozostałych części, ale także pochodzi z epoki średniowiecza.

## Wyposażenie
W prezbiterium znajduje się kamienny ołtarz wykonany z wapienia z wyspy Olandii oraz kamienna chrzcielnica wykonana na Gotlandii.

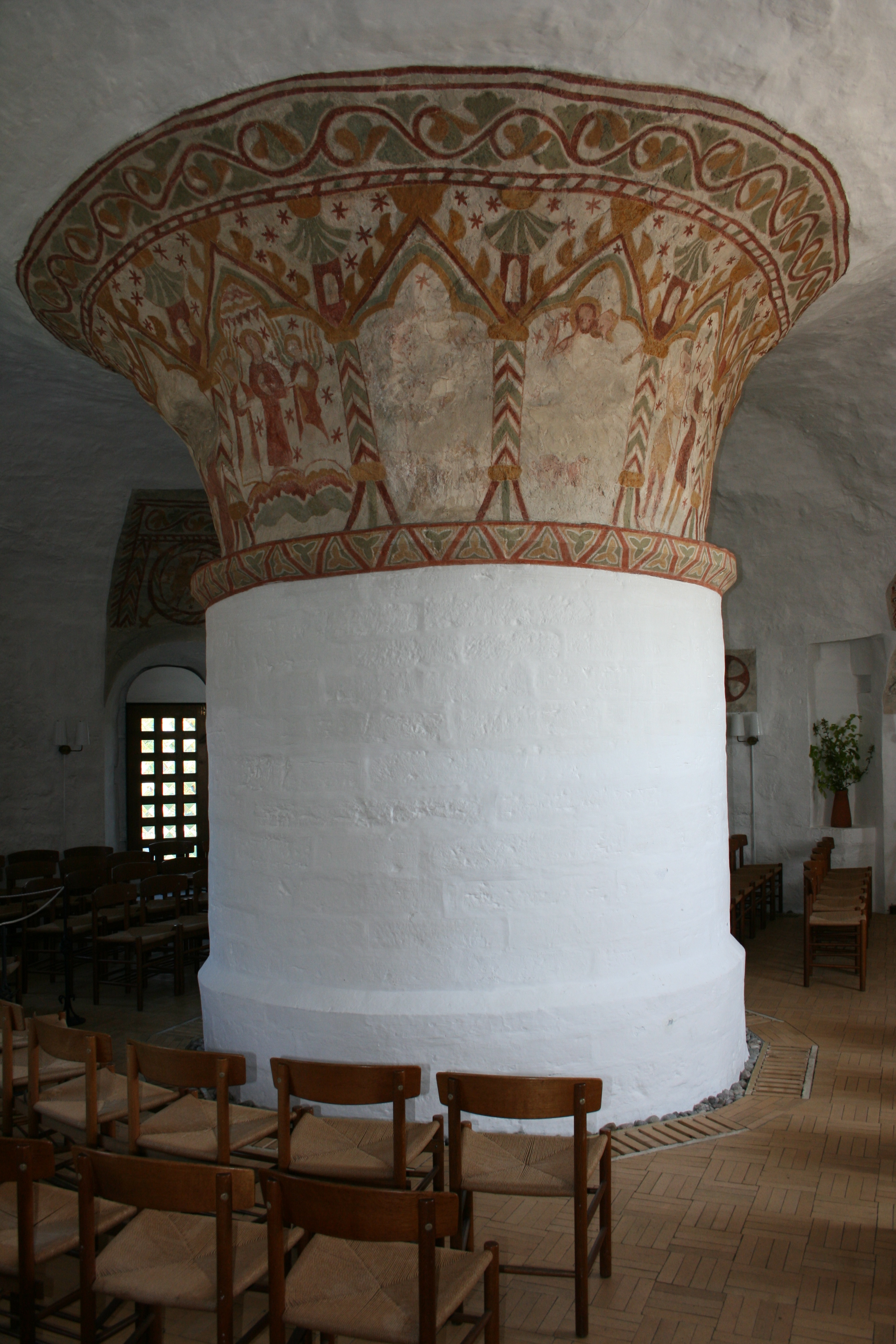
Środkowa kolumna z freskami

Okrągła nawa wspiera się na centralnej kolumnie pokrytej w górnej części freskami przedstawiającymi od lewej: Pocałunek Judasza, Pojmanie, Chrystus prowadzony do Piłata, Chrystus przed Piłatem, Cierniem koronowanie (identyfikacja niepewna), Biczowanie, Niesienie krzyża, Ukrzyżowanie, Złożenie do grobu, Zmartwychwstanie, Noli me tangere i Wniebowstąpienie. Kolejny, ostatni fresk jest nieczytelny.
W prezbiterium znajduje się również ambona. Korpus pochodzi z XX w. i jest zdobiony płaskorzeźbami z XVII w. wykonanymi przez rzeźbiarza z Flensburga, Hinricha Ringeringsa. Przedstawiają one zwiastowanie, Narodzenie Chrystusa, Pokłon Trzech Króli oraz Obrzezanie. Nad amboną jest umieszczona klepsydra.
W kruchcie zachował się kamień runiczny i tablica dżumy wymieniająca jej ofiary z lat 1618 i 1654.
Na terenie przykościelnym znajduje się wolno stojąca dzwonnica.